# Ki mit tud? (1996)
A Ki mit tud? Magyar Televízió kulturális tehetségkutató műsorának 10., jubileumi kiadása, amelyet a Budapesti Operettszínházban rendeztek meg. A műsorfolyam 1996. augusztus 28-tól november 16-ig tartott, a gálaműsort november 23-án sugározta a televízió. 
A műsort Antal Imre vezette harmadik alkalommal. A visszatérő zsűritagok között volt Szinetár Miklós, Petrovics Emil, Jeszenszky Endre és Vásárhelyi László. A három új zsűritag Szakáts Ildikó artistaművész, Victor Máté zeneszerző és Huszti Péter színész volt, aki a zsűrielnök tisztséget is ellátta.
A győztesek között olyan későbbi ismert előadók szerepeltek, mint például Nádasi Veronika színész-énekesnő, Lukács Péter zenész (később a Warning, Bikini és az European Mantra gitárosa), Kovács Gergely Csanád táncművész (később a Megatánc győztese), Herczenik Anna operaénekesnő, Rácz Ödön nagybőgő-művész és Lakatos Mónika folklórénekes.
Itt tűnt fel Dolmány Attila, Kinizsi Ottó, Kamarás Máté, Kecskés Tímea, Kunovics Katalin (a későbbi Romantic együttes tagja) és Németh Juci (a Savaria Singers tagjaként, később az Anima Sound Systems és a Nemjuci énekesnője) is.

## Az évad áttekintése
A verseny megrendezésében a Magyar Televízió mellett támogató partner volt a Budapest Főváros Önkormányzata, a Belügyminisztérium, a Művelődési és Közoktatási Minisztérium, a Honvédelmi Minisztérium, a Határon Túli Magyarok Hivatala és a Honfoglalás 1100. évfordulója Emlékbizottság.
Jelentkezhetett minden magyar állampolgárságú vagy külföldön élő magyar, aki az előző év (1995) utolsó napján betöltötte a 14., de még nem a 26. életévét. Hivatásos művészek nem vehettek részt. A művészeti főiskolák hallgatói csak a nem saját művészeti águkban szerepelhettek (nem tekintették hallgatónak az 1996–97-es tanévben tanulmányait megkezdő tanulót). Szólisták, duók, triók, csoportok és együttesek jelentkezhettek. Háromnál nagyobb létszám esetén az átlagéletkor számított, de úgy hogy nem lehetett 12 évnél fiatalabb tagja (szólistáknál az alsó korhatárt illetően, kivételesen indokolt esetben, engedmény volt lehetséges. A versenyre a jelentkezési határidő 1995. december 1 volt.
| Kategória                       | Maximális létszám | Maximális műsoridő                       |
| ------------------------------- | ----------------- | ---------------------------------------- |
| hangszeres zene                 | 6 fő              | 5 perc                                   |
| egyéb                           | 6 fő              | 5 perc                                   |
| vokális zene (ének)             | 12 fő             | 5 perc                                   |
| klasszikus/modern színpadi tánc | 12 fő             | 3 perc (szólista, duó) 6 perc (együttes) |
| néptánc                         | 24 fő             | 3 perc (szólista, duó) 6 perc (együttes) |
| vers-, próza-, mesemondás       |                   | 4 perc                                   |

Az itthon és külföldön megrendezett mintegy 200 helyi döntőn 4500-an indultak el. Ebből került a képernyőre 128 versenyző. A Budapesti Operettszínházból sugárzott 12 élő adás után választották ki a győzteseket (nyolc elődöntő, három középdöntő és a döntő), amit a következő héten egy gálaműsort zárt, részben korábbi Ki mit tud?-os fellépőkkel kiegészülve. A zsűrinél a szavazás az elődöntőkben és a döntőben többségi döntéssel történt (elődöntőben piros, fehér és sárga gerberákkal, döntőben zöld vasúti forgalomirányító tárcsákkal), a középdöntőkben pedig 1-től 10-ig számozott táblákkal.   
Az eredeti kiírásban hat fő kategória volt, a versenyzőket a korábbi kiadásokhoz hasonlóan később szükség szerint átsorolhatták másik vagy újabb kategóriába.      
Az előadók közül 13 külföldről érkezett, többségük a szomszédos országokból. Közülük nyolcan jutottak be a középdöntőkbe. A Ki mit tud? történetében az első közönségszavazattal továbbjutott külföldi előadó az Istiglinc Együttes volt (5. elődöntő), első külföldi döntősei Polgár Lilla (népdal) és Szabó Csilla (népzene) voltak.   
A döntő nyertesei tíznapos körutazást nyertek Mexikóba, valamint megkapták Szász Endre Ki mit tud?-emlékplakettjét. Ugyancsak mexikói utazást kapott a döntő közönségszavazásának egyéni és csoportos győztese is. Az egész műsor során kiosztott 135 különdíj összértéke húszmillió forint volt.   
Az 1996-os Ki mit tud? győztesei:
- Vokális komolyzene: Herczenik Anna
- Vokális könnyűzene: Nádasi Veronika
- Népdal: Lakatos Mónika
- Klasszikus zene: Rácz Ödön
- Népzene: Lenkó Péter
- Pop-rock: Lukács Péter
- Vers: Uitz Zsuzsanna
- Néptánc (együttes): Öt Kölök Együttes
- Néptánc (kettős): ifj. Rónai Lajos-Tóth Judit
- Színpadi tánc: Kovács Gergely Csanád
- Egyéb: Feldmayer Györgyi (egyensúlyozó)

A közönségdíjat egyéni előadók között ifj. Kozák János, együttesek között pedig a Nyírség Táncegyüttes nyerte el.   
      Kategóriagyőztes |       Döntős |       Középdöntős |       Elődöntős
Amennyiben továbbjutáskor más kategóriába sorolták át a versenyzőt, kategóriái ' / ' elválasztójellel vannak felsorolva.
| #   | Versenyzők                                        | Kategória                                      | Elődöntő | Végeredmény |
| --- | ------------------------------------------------- | ---------------------------------------------- | -------- | ----------- |
| 1   | Baktai Anikó                                      | táncdal / vokális zene                         | 1        | Középdöntős |
| 2   | Perei Timótheus                                   | táncdal                                        | 1        | Elődöntős   |
| 3   | Vasi Népdalstúdió                                 | népdal                                         | 1        | Középdöntős |
| 4   | Nyirettyű Együttes                                | népdal                                         | 1        | Elődöntős   |
| 5   | Sztratiev Szilvia                                 | népdal                                         | 1        | Elődöntős   |
| 6   | Horváth Béla prímás                               | hangszeres zene / hangszeres népzene           | 1        | Középdöntős |
| 7   | Lenkó Péter prímás                                | hangszeres zene / népzene                      | 1        | Győztes     |
| 8   | Marjai Virág                                      | vers                                           | 1        | Középdöntős |
| 9   | Erdei Gábor                                       | vers                                           | 1        | Elődöntős   |
| 10  | Dolmány Attila                                    | vers                                           | 1        | Elődöntős   |
| 11  | Botafogó Együttes                                 | formációs tánc / színpadi tánc                 | 1        | Döntős      |
| 12  | Valcer Együttes                                   | formációs tánc                                 | 1        | Elődöntős   |
| 13  | Siketek Fővárosi Szervezetének Ifjúsági Csoportja | színpadi játék / egyéb                         | 1        | Középdöntős |
| 14  | Csillagocska Bábcsoport                           | színpadi játék                                 | 1        | Elődöntős   |
| 15  | Ama-Türr Együttes                                 | színpadi játék                                 | 1        | Elődöntős   |
| 16  | Polgár Lilla                                      | népdal                                         | 2        | Döntős      |
| 17  | Raksányi Boglárka                                 | népdal                                         | 2        | Elődöntős   |
| 18  | Ladányi Julianna                                  | népdal                                         | 2        | Elődöntős   |
| 19  | Weiner Quintett                                   | hangszeres zene / klasszikus zene              | 2        | Döntős      |
| 20  | Hajdúböszörményi Ütősegyüttes                     | hangszeres zene                                | 2        | Elődöntős   |
| 21  | Harafa Fúvóskvartett                              | hangszeres zene                                | 2        | Elődöntős   |
| 22  | Berlin Blau együttes                              | pop-rock                                       | 2        | Középdöntős |
| 23  | Hot Shot együttes                                 | pop-rock                                       | 2        | Elődöntős   |
| 24  | Horváth Kálmán                                    | vers                                           | 2        | Döntős      |
| 25  | Tóth Krisztina                                    | vers                                           | 2        | Elődöntős   |
| 26  | Nánási Anikó                                      | vers                                           | 2        | Elődöntős   |
| 27  | Tessedik Táncegyüttes                             | néptánc / néptánc, együttes                    | 2        | Középdöntős |
| 28  | Jászság Népi Együttes                             | néptánc / néptánc, együttes                    | 2        | Döntős      |
| 29  | Budapesti Bartók Táncegyüttes                     | néptánc                                        | 2        | Elődöntős   |
| 30  | Lui (Fehér Gábor) bűvész                          | egyéb                                          | 2        | Középdöntős |
| 31  | Veréb Gábor bűvész                                | egyéb                                          | 2        | Elődöntős   |
| 32  | Oláh Csaba                                        | táncdal / vokális zene                         | 3        | Középdöntős |
| 33  | Tóth István                                       | táncdal                                        | 3        | Elődöntős   |
| 34  | Pál Csaba                                         | táncdal                                        | 3        | Elődöntős   |
| 35  | ifj. Gáspár Kálmán (cimbalom)                     | hangszeres zene / klasszikus zene              | 3        | Döntős      |
| 36  | Ürmös Sándor (cimbalom)                           | hangszeres zene                                | 3        | Elődöntős   |
| 37  | ifj. Jónás Aladár (cimbalom)                      | hangszeres zene                                | 3        | Elődöntős   |
| 38  | Flash együttes                                    | pop-rock                                       | 3        | Középdöntős |
| 39  | H40 együttes                                      | pop-rock                                       | 3        | Döntős      |
| 40  | Artéria együttes                                  | pop-rock                                       | 3        | Elődöntős   |
| 41  | Korhecz Imola                                     | vers                                           | 3        | Középdöntős |
| 42  | Almási Zsuzsa Fatima                              | vers                                           | 3        | Elődöntős   |
| 43  | Mazáë Zsuzsanna                                   | vers                                           | 3        | Elődöntős   |
| 44  | Fitos Dezső                                       | néptánc                                        | 3        | Középdöntős |
| 45  | Gábor Norbert                                     | néptánc                                        | 3        | Elődöntős   |
| 46  | Dudás Tibor-Jánosi Viktória                       | színpadi tánc                                  | 3        | Középdöntős |
| 47  | Badacsonyi Róbert                                 | színpadi tánc                                  | 3        | Elődöntős   |
| 48  | Román Zoltán-Tamási László                        | színpadi tánc                                  | 3        | Elődöntős   |
| 49  | dr. Kovács Gábor                                  | opera                                          | 4        | Középdöntős |
| 50  | Mackó Mónika                                      | opera                                          | 4        | Elődöntős   |
| 51  | Hill Éva                                          | táncdal / vokális zene                         | 4        | Középdöntős |
| 52  | Pásztor Patrícia                                  | táncdal                                        | 4        | Elődöntős   |
| 53  | Jónás Andrea                                      | táncdal                                        | 4        | Elődöntős   |
| 54  | Tisza 83 citerazenekar                            | hangszeres zene / népzene                      | 4        | Középdöntős |
| 55  | Naplemente együttes                               | hangszeres zene                                | 4        | Elődöntős   |
| 56  | Meggyfahéj együttes                               | hangszeres zene                                | 4        | Elődöntős   |
| 57  | Németh Ildikó                                     | vers                                           | 4        | Középdöntős |
| 58  | Dolmány Ildikó                                    | vers                                           | 4        | Elődöntős   |
| 59  | Kinizsi Ottó                                      | vers                                           | 4        | Elődöntős   |
| 60  | Bálint Péter-Kovács Zoltán                        | néptánc / néptánc, kettős                      | 4        | Döntős      |
| 61  | Nagy Sándor                                       | néptánc / néptánc, egyéni                      | 4        | Középdöntős |
| 62  | Dynamic Freeze                                    | színpadi tánc                                  | 4        | Középdöntős |
| 63  | Elementary Force                                  | színpadi tánc                                  | 4        | Elődöntős   |
| 64  | Suicide Lifestyle                                 | színpadi tánc                                  | 4        | Elődöntős   |
| 65  | Horváti Kata                                      | népdal                                         | 5        | Középdöntős |
| 66  | Pavella Krisztina-Ráfael Henrietta                | népdal                                         | 5        | Elődöntős   |
| 67  | Ivánovics Tünde                                   | népdal                                         | 5        | Elődöntős   |
| 68  | Nádasi Veronika                                   | musical / vokális zene / vokális könnyűzene    | 5        | Győztes     |
| 69  | Kádár Anita                                       | musical                                        | 5        | Elődöntős   |
| 70  | Tóth Szilvia                                      | musical                                        | 5        | Elődöntős   |
| 71  | Rácz Ödön (nagybőgő)                              | hangszeres zene / klasszikus zene              | 5        | Győztes     |
| 72  | Birkás Csaba (hegedű)                             | hangszeres zene                                | 5        | Elődöntős   |
| 73  | Mátyás István (zongora)                           | hangszeres zene                                | 5        | Elődöntős   |
| 74  | Freehand Art Factory együttes                     | pop-rock                                       | 5        | Középdöntős |
| 75  | That's All együttes (dzsessz)                     | pop-rock                                       | 5        | Elődöntős   |
| 76  | Öt Kölök Együttes                                 | néptánc / néptánc, együttes                    | 5        | Győztes     |
| 77  | Istiglinc Együttes                                | néptánc / néptánc, együttes                    | 5        | Középdöntős |
| 78  | Róna Táncegyüttes                                 | néptánc                                        | 5        | Elődöntős   |
| 79  | Speed Kids (kötélugrók)                           | egyéb                                          | 5        | Döntős      |
| 80  | Fél Tucat Paródia (táncparódia)                   | egyéb                                          | 5        | Elődöntős   |
| 81  | Herczenik Anna (szoprán)                          | opera / vokális komolyzene                     | 6        | Győztes     |
| 82  | Jankovich Róbert István (kontratenor)             | opera                                          | 6        | Elődöntős   |
| 83  | Szerb Zsuzsanna (szoprán)                         | opera                                          | 6        | Elődöntős   |
| 84  | Kamarás Máté                                      | musical / vokális zene                         | 6        | Középdöntős |
| 85  | Kecskés Tímea                                     | musical                                        | 6        | Elődöntős   |
| 86  | Szabó Viktória                                    | musical                                        | 6        | Elődöntős   |
| 87  | Jakab Attila prímás                               | népzene                                        | 6        | Középdöntős |
| 88  | Fix Stimm Zenekar                                 | népzene                                        | 6        | Elődöntős   |
| 89  | Palacsinto Glaszo Együttes                        | népzene                                        | 6        | Elődöntős   |
| 90  | Uitz Zsuzsanna                                    | vers                                           | 6        | Győztes     |
| 91  | Welker Gábor                                      | vers                                           | 6        | Elődöntős   |
| 92  | Tóth Henriett                                     | vers                                           | 6        | Elődöntős   |
| 93  | Szász Mihály                                      | néptánc / néptánc, egyéni                      | 6        | Középdöntős |
| 94  | Hlinyánszky Tamás                                 | néptánc                                        | 6        | Középdöntős |
| 95  | Kropf Táncművészeti Iskola csoportja              | színpadi tánc                                  | 6        | Középdöntős |
| 96  | Knock Out Show Dance Factory                      | színpadi tánc                                  | 6        | Elődöntős   |
| 97  | Savaria Singers                                   | vokális zene / vokális komolyzene              | 7        | Döntős      |
| 98  | ZIG Singers                                       | vokális zene / vokális könnyűzene              | 7        | Döntős      |
| 99  | Vocalise Énekegyüttes                             | vokális zene                                   | 7        | Elődöntős   |
| 100 | ifj. Kozák János                                  | magyar nóta / népdal                           | 7        | Döntős      |
| 101 | Koncz Éva                                         | magyar nóta                                    | 7        | Elődöntős   |
| 102 | Szabó Csilla (tilinkó, furulya)                   | hangszeres zene / hangszeres népzene / népzene | 7        | Döntős      |
| 103 | Kis Gergely Márton (citera)                       | hangszeres zene                                | 7        | Elődöntős   |
| 104 | Benedekfi Katalin                                 | vers                                           | 7        | Középdöntős |
| 105 | Domokos Erika                                     | vers                                           | 7        | Elődöntős   |
| 106 | ifj. Rónai Lajos-Tóth Judit                       | néptánc / néptánc, egyéni / néptánc, kettős    | 7        | Győztes     |
| 107 | Molnár Péter                                      | néptánc                                        | 7        | Elődöntős   |
| 108 | Kovács Gergely Csanád                             | színpadi tánc                                  | 7        | Győztes     |
| 109 | Stöckler Bernadett                                | színpadi tánc                                  | 7        | Elődöntős   |
| 110 | Kunhegyesi Ferenc                                 | színpadi tánc                                  | 7        | Elődöntős   |
| 111 | Feldmayer Györgyi (egyensúlyozó)                  | egyensúlyozás / egyéb                          | 7        | Győztes     |
| 112 | Lakatos István                                    | egyensúlyozás                                  | 7        | Elődöntős   |
| 113 | Kunovics Katalin                                  | vokális zene                                   | 8        | Középdöntős |
| 114 | Viszló Éva                                        | vokális zene                                   | 8        | Elődöntős   |
| 115 | Farkas Tamás (fuvola)                             | hangszeres zene                                | 8        | Középdöntős |
| 116 | Sági Balázs (zongora)                             | hangszeres zene                                | 8        | Elődöntős   |
| 117 | Kürti László (ütőhangszerek)                      | hangszeres zene                                | 8        | Elődöntős   |
| 118 | Lakatos Mónika                                    | cigány népzene / népdal                        | 8        | Győztes     |
| 119 | Kanizsa Csillagai Együttes                        | cigány népzene / népdal                        | 8        | Középdöntős |
| 120 | Amaro Suno Együttes                               | cigány népzene                                 | 8        | Elődöntős   |
| 121 | Lukács Péter                                      | pop-rock                                       | 8        | Győztes     |
| 122 | Liners Együttes                                   | pop-rock                                       | 8        | Elődöntős   |
| 123 | Nyírség Táncegyüttes                              | néptánc / néptánc, együttes                    | 8        | Döntős      |
| 124 | Jatari Együttes                                   | néptánc                                        | 8        | Elődöntős   |
| 125 | Tanac Néptáncegyüttes                             | néptánc                                        | 8        | Elődöntős   |
| 126 | Galán Angéla                                      | paródia / egyéb                                | 8        | Középdöntős |
| 127 | Petrik Balázs                                     | paródia                                        | 8        | Elődöntős   |
| 128 | Kőrösi Csoma Produkció                            | paródia                                        | 8        | Elődöntős   |

### Elődöntők áttekintése
Továbbjutott zsűri döntéssel |       Továbbjutott közönségszavazattal

#### 1. elődöntő (augusztus 28.)
| Elődöntősök                                       | Kategória       | Eredmény     |
| ------------------------------------------------- | --------------- | ------------ |
| Baktai Anikó                                      | táncdal         | Továbbjutott |
| Perei Timótheus                                   | táncdal         | Kiesett      |
| Vasi Népdalstúdió                                 | népdal          | Továbbjutott |
| Nyirettyű Együttes                                | népdal          | Kiesett      |
| Sztratiev Szilvia                                 | népdal          | Kiesett      |
| Horváth Béla prímás                               | hangszeres zene | Továbbjutott |
| Lenkó Péter prímás                                | hangszeres zene | Továbbjutott |
| Marjai Virág (ballada)                            | vers            | Továbbjutott |
| Erdei Gábor (mese)                                | vers            | Kiesett      |
| Dolmány Attila (vers)                             | vers            | Kiesett      |
| Botafogó Együttes                                 | formációs tánc  | Továbbjutott |
| Valcer Együttes                                   | formációs tánc  | Kiesett      |
| Siketek Fővárosi Szervezetének Ifjúsági Csoportja | színpadi játék  | Továbbjutott |
| Csillagocska Bábcsoport                           | színpadi játék  | Kiesett      |
| Ama-Türr Együttes                                 | színpadi játék  | Kiesett      |

A közönségszavazatok száma: 52 695
| Top3 közönségszavazatos | Top3 közönségszavazatos | Top3 közönségszavazatos  |
| Elődöntősök             | Kategória               | Közönségszavazatok száma |
| ----------------------- | ----------------------- | ------------------------ |
| Lenkó Péter prímás      | hangszeres zene         | 15 303                   |
| Perei Timótheus         | táncdal                 | 12 ezer                  |
| Erdei Gábor (mese)      | vers                    | 8 ezer                   |

#### 2. elődöntő (szeptember 4.)
| Elődöntősök                   | Kategória       | Eredmény     |
| ----------------------------- | --------------- | ------------ |
| Polgár Lilla                  | népdal          | Továbbjutott |
| Raksányi Boglárka             | népdal          | Kiesett      |
| Ladányi Julianna              | népdal          | Kiesett      |
| Weiner Quintett               | hangszeres zene | Továbbjutott |
| Hajdúböszörményi Ütősegyüttes | hangszeres zene | Kiesett      |
| Harafa Fúvóskvartett          | hangszeres zene | Kiesett      |
| Berlin Blau együttes          | pop-rock        | Továbbjutott |
| Hot Shot együttes             | pop-rock        | Kiesett      |
| Horváth Kálmán                | vers            | Továbbjutott |
| Tóth Krisztina                | vers            | Kiesett      |
| Nánási Anikó                  | vers            | Kiesett      |
| Tessedik Táncegyüttes         | néptánc         | Továbbjutott |
| Jászság Népi Együttes         | néptánc         | Továbbjutott |
| Budapesti Bartók Táncegyüttes | néptánc         | Kiesett      |
| Lui (Fehér Gábor) bűvész      | egyéb           | Továbbjutott |
| Veréb Gábor bűvész            | egyéb           | Kiesett      |

A közönségszavazatok száma: 29 466
| Top3 közönségszavazatos       | Top3 közönségszavazatos | Top3 közönségszavazatos  |
| Elődöntősök                   | Kategória               | Közönségszavazatok száma |
| ----------------------------- | ----------------------- | ------------------------ |
| Jászság Népi Együttes         | néptánc                 | 14 992                   |
| Hajdúböszörményi Ütősegyüttes | hangszeres zene         | 2311                     |
| Nánási Anikó                  | vers                    | 2160                     |

#### 3. elődöntő (szeptember 11.)
| Elődöntősök                   | Kategória       | Eredmény     |
| ----------------------------- | --------------- | ------------ |
| Oláh Csaba                    | táncdal         | Továbbjutott |
| Tóth István                   | táncdal         | Kiesett      |
| Pál Csaba                     | táncdal         | Kiesett      |
| ifj. Gáspár Kálmán (cimbalom) | hangszeres zene | Továbbjutott |
| Ürmös Sándor (cimbalom)       | hangszeres zene | Kiesett      |
| ifj. Jónás Aladár (cimbalom)  | hangszeres zene | Kiesett      |
| Flash együttes                | pop-rock        | Továbbjutott |
| H40 együttes                  | pop-rock        | Továbbjutott |
| Artéria együttes              | pop-rock        | Kiesett      |
| Korhecz Imola                 | vers            | Továbbjutott |
| Almási Zsuzsa Fatima          | vers            | Kiesett      |
| Mazáë Zsuzsanna               | vers            | Kiesett      |
| Fitos Dezső                   | néptánc         | Továbbjutott |
| Gábor Norbert                 | néptánc         | Kiesett      |
| Dudás Tibor-Jánosi Viktória   | színpadi tánc   | Továbbjutott |
| Badacsonyi Róbert             | színpadi tánc   | Kiesett      |
| Román Zoltán-Tamási László    | színpadi tánc   | Kiesett      |

A közönségszavazatok száma: 40 759
| Top3 közönségszavazatos | Top3 közönségszavazatos | Top3 közönségszavazatos  |
| Elődöntősök             | Kategória               | Közönségszavazatok száma |
| ----------------------- | ----------------------- | ------------------------ |
| H40 együttes            | pop-rock                | 9754                     |
| Pál Csaba               | táncdal                 | 9078                     |
| Ürmös Sándor (cimbalom) | hangszeres zene         | 5833                     |

#### 4. elődöntő (szeptember 18.)
| Elődöntősök                | Kategória       | Eredmény     |
| -------------------------- | --------------- | ------------ |
| dr. Kovács Gábor           | opera           | Továbbjutott |
| Mackó Mónika               | opera           | Kiesett      |
| Hill Éva                   | táncdal         | Továbbjutott |
| Pásztor Patrícia           | táncdal         | Kiesett      |
| Jónás Andrea               | táncdal         | Kiesett      |
| Tisza 83 citerazenekar     | hangszeres zene | Továbbjutott |
| Naplemente együttes        | hangszeres zene | Kiesett      |
| Meggyfahéj együttes        | hangszeres zene | Kiesett      |
| Németh Ildikó              | vers            | Továbbjutott |
| Dolmány Ildikó             | vers            | Kiesett      |
| Kinizsi Ottó               | vers            | Kiesett      |
| Bálint Péter-Kovács Zoltán | néptánc         | Továbbjutott |
| Nagy Sándor                | néptánc         | Továbbjutott |
| Dynamic Freeze (break)     | színpadi tánc   | Továbbjutott |
| Elementary Force (break)   | színpadi tánc   | Kiesett      |
| Suicide Lifestyle (break)  | színpadi tánc   | Kiesett      |

A közönségszavazatok száma: 34 287
| Top3 közönségszavazatos   | Top3 közönségszavazatos | Top3 közönségszavazatos  |
| Elődöntősök               | Kategória               | Közönségszavazatok száma |
| ------------------------- | ----------------------- | ------------------------ |
| Nagy Sándor               | néptánc                 | 12 047                   |
| Jónás Andrea              | táncdal                 | 5010                     |
| Suicide Lifestyle (break) | színpadi tánc           | 3979                     |

#### 5. elődöntő (szeptember 25.)
| Elődöntősök                                    | Kategória       | Eredmény     |
| ---------------------------------------------- | --------------- | ------------ |
| Horváti Kata                                   | népdal          | Továbbjutott |
| Pavella Krisztina-Ráfael Henrietta             | népdal          | Kiesett      |
| Ivánovics Tünde                                | népdal          | Kiesett      |
| Nádasi Veronika                                | musical         | Továbbjutott |
| Kádár Anita                                    | musical         | Kiesett      |
| Tóth Szilvia                                   | musical         | Kiesett      |
| Rácz Ödön (nagybőgő)                           | hangszeres zene | Továbbjutott |
| Birkás Csaba (hegedű)                          | hangszeres zene | Kiesett      |
| Mátyás István (zongora)                        | hangszeres zene | Kiesett      |
| Freehand Art Factory együttes (fúziós dzsessz) | pop-rock        | Továbbjutott |
| That's All együttes (dzsessz)                  | pop-rock        | Kiesett      |
| Öt Kölök Együttes                              | néptánc         | Továbbjutott |
| Istiglinc Együttes                             | néptánc         | Továbbjutott |
| Róna Táncegyüttes                              | néptánc         | Kiesett      |
| Speed Kids (kötélugrók)                        | egyéb           | Továbbjutott |
| Fél Tucat Paródia (táncparódia)                | egyéb           | Kiesett      |

A közönségszavazatok száma: 16 591
| Top3 közönségszavazatos         | Top3 közönségszavazatos | Top3 közönségszavazatos  |
| Elődöntősök                     | Kategória               | Közönségszavazatok száma |
| ------------------------------- | ----------------------- | ------------------------ |
| Istiglinc Együttes              | néptánc                 | 4597                     |
| Fél Tucat Paródia (táncparódia) | egyéb                   | 4039                     |
| Tóth Szilvia                    | musical                 | 1879                     |

#### 6. elődöntő (október 2.)
| Elődöntősök                          | Kategória     | Eredmény     |
| ------------------------------------ | ------------- | ------------ |
| Herczenik Anna szoprán               | opera         | Továbbjutott |
| Jankovich Róbert István kontratenor  | opera         | Kiesett      |
| Szerb Zsuzsanna szoprán              | opera         | Kiesett      |
| Kamarás Máté                         | musical       | Továbbjutott |
| Kecskés Tímea                        | musical       | Kiesett      |
| Szabó Viktória                       | musical       | Kiesett      |
| Jakab Attila prímás                  | népzene       | Továbbjutott |
| Fix Stimm Zenekar                    | népzene       | Kiesett      |
| Palacsinto Glaszo Együttes           | népzene       | Kiesett      |
| Uitz Zsuzsanna (mese)                | vers          | Továbbjutott |
| Welker Gábor                         | vers          | Kiesett      |
| Tóth Henriett                        | vers          | Kiesett      |
| Szász Mihály                         | néptánc       | Továbbjutott |
| Hlinyánszky Tamás                    | néptánc       | Továbbjutott |
| Kropf Táncművészeti Iskola csoportja | színpadi tánc | Továbbjutott |
| Knock Out Show Dance Factory         | színpadi tánc | Kiesett      |

A közönségszavazatok száma: 43 481
| Top3 közönségszavazatos | Top3 közönségszavazatos | Top3 közönségszavazatos  |
| Elődöntősök             | Kategória               | Közönségszavazatok száma |
| ----------------------- | ----------------------- | ------------------------ |
| Hlinyánszky Tamás       | néptánc                 | 12 378                   |
| Fix Stimm Zenekar       | népzene                 | 10 923                   |
| Kecskés Tímea           | musical                 | 6941                     |

#### 7. elődöntő (október 9.)
| Elődöntősök                     | Kategória       | Eredmény     |
| ------------------------------- | --------------- | ------------ |
| Savaria Singers                 | vokális zene    | Továbbjutott |
| ZIG Singers                     | vokális zene    | Továbbjutott |
| Vocalise Énekegyüttes           | vokális zene    | Kiesett      |
| ifj. Kozák János                | magyar nóta     | Továbbjutott |
| Koncz Éva                       | magyar nóta     | Kiesett      |
| Szabó Csilla (tilinkó, furulya) | hangszeres zene | Továbbjutott |
| Kis Gergely Márton (citera)     | hangszeres zene | Kiesett      |
| Benedekfi Katalin               | vers            | Továbbjutott |
| Domokos Erika                   | vers            | Kiesett      |
| ifj. Rónai Lajos-Tóth Judit     | néptánc         | Továbbjutott |
| Molnár Péter                    | néptánc         | Kiesett      |
| Kovács Gergely Csanád           | színpadi tánc   | Továbbjutott |
| Stöckler Bernadett              | színpadi tánc   | Kiesett      |
| Kunhegyesi Ferenc               | színpadi tánc   | Kiesett      |
| Feldmayer Györgyi               | egyensúlyozás   | Továbbjutott |
| Lakatos István                  | egyensúlyozás   | Kiesett      |

A közönségszavazatok száma: 34 652
| Top3 közönségszavazatos | Top3 közönségszavazatos | Top3 közönségszavazatos  |
| Elődöntősök             | Kategória               | Közönségszavazatok száma |
| ----------------------- | ----------------------- | ------------------------ |
| ZIG Singers             | vokális zene            | 17 167                   |
| Vocalise Énekegyüttes   | vokális zene            | 3143                     |
| Kunhegyesi Ferenc       | színpadi tánc           | 2699                     |

#### 8. elődöntő (október 16.)
| Elődöntősök                  | Kategória       | Eredmény     |
| ---------------------------- | --------------- | ------------ |
| Kunovics Katalin             | vokális zene    | Továbbjutott |
| Viszló Éva                   | vokális zene    | Kiesett      |
| Farkas Tamás (fuvola)        | hangszeres zene | Továbbjutott |
| Sági Balázs (zongora)        | hangszeres zene | Kiesett      |
| Kürti László (ütőhangszerek) | hangszeres zene | Kiesett      |
| Lakatos Mónika               | cigány népzene  | Továbbjutott |
| Kanizsa Csillagai Együttes   | cigány népzene  | Továbbjutott |
| Amaro Suno Együttes          | cigány népzene  | Kiesett      |
| Lukács Péter                 | pop-rock        | Továbbjutott |
| Liners Együttes              | pop-rock        | Kiesett      |
| Nyírség Táncegyüttes         | néptánc         | Továbbjutott |
| Jatari Együttes              | néptánc         | Kiesett      |
| Tanac Néptáncegyüttes        | néptánc         | Kiesett      |
| Galán Angéla                 | paródia         | Továbbjutott |
| Petrik Balázs                | paródia         | Kiesett      |
| Kőrösi Csoma Produkció       | paródia         | Kiesett      |

A közönségszavazatok száma: 79 445
| Top3 közönségszavazatos    | Top3 közönségszavazatos | Top3 közönségszavazatos  |
| Elődöntősök                | Kategória               | Közönségszavazatok száma |
| -------------------------- | ----------------------- | ------------------------ |
| Kanizsa Csillagai Együttes | cigány népzene          | 25 511                   |
| Jatari Együttes            | néptánc                 | 20 793                   |
| Liners Együttes            | pop-rock                | 11 079                   |

### Középdöntők áttekintése
Továbbjutott zsűri döntéssel |       Továbbjutott közönségszavazattal

#### 1. középdöntő (október 23.)
| Középdöntős                        | Kategória         | Zsűri összpontszáma |
| ---------------------------------- | ----------------- | ------------------- |
| Nádasi Veronika                    | vokális zene      | 64                  |
| Oláh Csaba                         | vokális zene      | 58                  |
| Hill Éva                           | vokális zene      | 57                  |
| Polgár Lilla                       | népdal            | 62                  |
| Vasi Népdalstúdió                  | népdal            | 59                  |
| Horváti Kata                       | népdal            | 55                  |
| Rácz Ödön (nagybőgő)               | hangszeres zene   | 70                  |
| Weiner Quintett                    | hangszeres zene   | 66                  |
| Uitz Zsuzsanna                     | vers              | 70                  |
| Marjai Virág                       | vers              | 62                  |
| Németh Ildikó                      | vers              | 54                  |
| ifj. Rónai Lajos-Tóth Judit        | néptánc, egyéni   | 66                  |
| Nagy Sándor                        | néptánc, egyéni   | 58                  |
| Szász Mihály                       | néptánc, egyéni   | 54                  |
| Nyírség Táncegyüttes               | néptánc, együttes | 69                  |
| Istiglinc Együttes                 | néptánc, együttes | 61                  |
| Tessedik Táncegyüttes              | néptánc, együttes | 59                  |
| Speed Kids (kötélugrók)            | egyéb             | 61                  |
| Galán Angéla (paródia)             | egyéb             | 59                  |
| Siketek Fővárosi Szerv. Ifj. Csop. | egyéb             | 55                  |

A közönségszavazatok száma: 122 066
| Top3 közönségszavazatos            | Top3 közönségszavazatos | Top3 közönségszavazatos  |
| Középdöntősök                      | Kategória               | Közönségszavazatok száma |
| ---------------------------------- | ----------------------- | ------------------------ |
| Weiner Quintett                    | hangszeres zene         | 27 678                   |
| Tessedik Táncegyüttes              | néptánc, együttes       | 21 901                   |
| Siketek Fővárosi Szerv. Ifj. Csop. | egyéb                   | 17 504                   |

#### 2. középdöntő (október 30.)
| Középdöntős                     | Kategória          | Zsűri összpontszáma |
| ------------------------------- | ------------------ | ------------------- |
| Savaria Singers                 | vokális zene       | 61                  |
| Kunovics Katalin                | vokális zene       | 56                  |
| Lakatos Mónika                  | népdal             | 69                  |
| ifj. Kozák János                | népdal             | 63                  |
| Kanizsa Csillagai Együttes      | népdal             | 60                  |
| ifj. Gáspár Kálmán (cimbalom)   | hangszeres zene    | 64                  |
| Farkas Tamás (fuvola)           | hangszeres zene    | 54                  |
| Szabó Csilla (tilinkó, furulya) | hangszeres népzene | 70                  |
| Horváth Béla prímás             | hangszeres népzene | 69                  |
| Lukács Péter                    | pop-rock           | 64                  |
| Flash Együttes                  | pop-rock           | 58                  |
| Horváth Kálmán                  | vers               | 67                  |
| Korhecz Imola                   | vers               | 62                  |
| Benedekfi Katalin               | vers               | 55                  |
| Bálint Péter-Kovács Zoltán      | néptánc            | 65(4)               |
| Fitos Dezső                     | néptánc            | 65(3)               |
| Hlinyánszky Tamás               | néptánc            | 64                  |
| Kovács Gergely Csanád           | színpadi tánc      | 63                  |
| Dudás Tibor-Jánosi Viktória     | színpadi tánc      | 57                  |

A közönségszavazatok száma: 90 788
| Top3 közönségszavazatos | Top3 közönségszavazatos | Top3 közönségszavazatos  |
| Középdöntősök           | Kategória               | Közönségszavazatok száma |
| ----------------------- | ----------------------- | ------------------------ |
| ifj. Kozák János        | népdal                  | 40 614                   |
| Fitos Dezső             | néptánc                 | 36 565                   |
| Horváth Béla prímás     | hangszeres népzene      | 4680                     |

#### 3. középdöntő (november 6.)
| Középdöntős                          | Kategória     | Zsűri összpontszáma |
| ------------------------------------ | ------------- | ------------------- |
| ZIG Singers                          | vokális zene  | 66                  |
| Baktai Anikó                         | vokális zene  | 58                  |
| Kamarás Máté                         | vokális zene  | 64                  |
| Herczenik Anna szoprán               | opera         | 69                  |
| dr. Kovács Gábor                     | opera         | 64                  |
| Lenkó Péter prímás                   | népzene       | 69                  |
| Jakab Attila prímás                  | népzene       | 64                  |
| Tisza 83 citerazenekar               | népzene       | 60                  |
| H40 együttes                         | pop-rock      | 63                  |
| Freehand Art Factory együttes        | pop-rock      | 60                  |
| Berlin Blau együttes                 | pop-rock      | 62                  |
| Jászság Népi Együttes                | néptánc       | 68                  |
| Öt Kölök Együttes                    | néptánc       | 67                  |
| Botafogó Együttes                    | színpadi tánc | 68                  |
| Kropf Táncművészeti Iskola csoportja | színpadi tánc | 61                  |
| Dynamic Freeze                       | színpadi tánc | 66                  |
| Feldmayer Györgyi (egyensúlyozó)     | egyéb         | 64                  |
| Lui (Fehér Gábor) (bűvész)           | egyéb         | 59                  |

A közönségszavazatok száma: 78 881
| Top3 közönségszavazatos | Top3 közönségszavazatos | Top3 közönségszavazatos  |
| Középdöntősök           | Kategória               | Közönségszavazatok száma |
| ----------------------- | ----------------------- | ------------------------ |
| Öt Kölök Együttes       | néptánc                 | 31 488                   |
| Kamarás Máté            | vokális zene            | 15 970                   |
| Dynamic Freeze          | színpadi tánc           | 8666                     |

### Döntő (november 16.)
Közönségdíjas (egyéni és csoport)
| Döntős                           | Kategória          | Zsűri szavazata |
| -------------------------------- | ------------------ | --------------- |
| Herczenik Anna szoprán           | vokális komolyzene | 6               |
| Savaria Singers                  | vokális komolyzene | 1               |
| Nádasi Veronika                  | vokális könnyűzene | 5               |
| ZIG Singers                      | vokális könnyűzene | 2               |
| Lakatos Mónika                   | népdal             | 7               |
| Polgár Lilla                     | népdal             | 0               |
| ifj. Kozák János                 | népdal             | 0               |
| Rácz Ödön (nagybőgő)             | klasszikus zene    | 5               |
| ifj. Gáspár Kálmán (cimbalom)    | klasszikus zene    | 1               |
| Weiner Quintett                  | klasszikus zene    | 1               |
| Lenkó Péter prímás               | népzene            | 4               |
| Szabó Csilla (tilinkó, furulya)  | népzene            | 3               |
| Lukács Péter                     | pop-rock           | 7               |
| H40 együttes                     | pop-rock           | 0               |
| Uitz Zsuzsanna                   | vers               | 4               |
| Horváth Kálmán                   | vers               | 3               |
| Öt Kölök Együttes                | néptánc, együttes  | 6               |
| Nyírség Táncegyüttes             | néptánc, együttes  | 1               |
| Jászság Népi Együttes            | néptánc, együttes  | 0               |
| ifj. Rónai Lajos-Tóth Judit      | néptánc, kettős    | 5               |
| Bálint Péter-Kovács Zoltán       | néptánc, kettős    | 2               |
| Kovács Gergely Csanád            | színpadi tánc      | 7               |
| Botafogó Együttes                | színpadi tánc      | 0               |
| Feldmayer Györgyi (egyensúlyozó) | egyéb              | 7               |
| Speed Kids (kötélugrók)          | egyéb              | 0               |

A közönségszavazatok száma: 159 725
| Top3 közönségszavazatos | Top3 közönségszavazatos | Top3 közönségszavazatos  |
| Döntősök                | Kategória               | Közönségszavazatok száma |
| ----------------------- | ----------------------- | ------------------------ |
| ifj. Kozák János        | népdal                  | 51 233                   |
| Nyírség Táncegyüttes    | néptánc, együttes       | 39 402                   |
| Horváth Kálmán          | vers                    | 13 711                   |